# Perbenyik
Perbenyik (szlovákul: Pribeník) község Szlovákiában, a Kassai kerület Tőketerebesi járásában.

## Fekvése

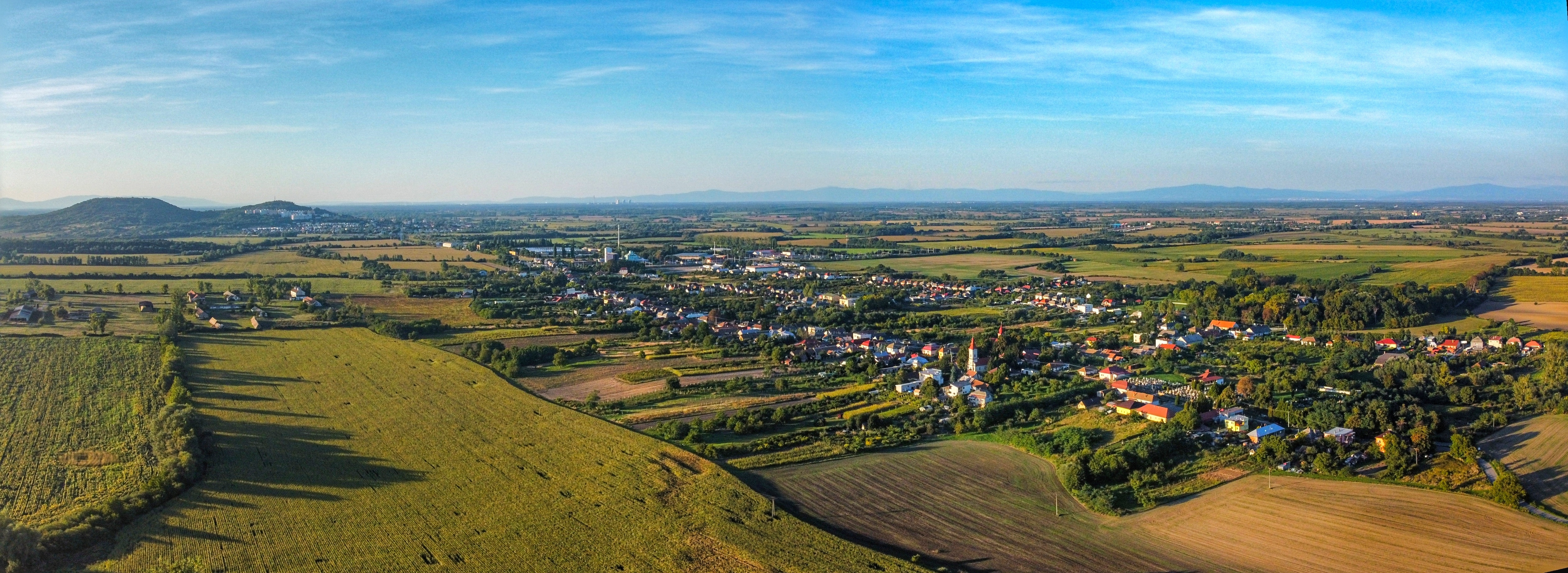
Perbenyik látképe drónnal a magyar határ felől nézve

Királyhelmectől 4 km-re délkeletre, a magyar határ mellett fekszik.

## Története
1323-ban „Perbenyk” alakban említik először, nemesi családok birtoka volt. 1417-ben a Nagytárkányi és Perényi családok tulajdona. 1557-ben uradalmi major és 9 porta állt a településen. A 18. század elején majdnem elnéptelenedett, 1715-ben 14 család élt a településen. 1787-ben 52 házában 351 lakos élt. A 18. században a Sennyey, a 19. században a Klobusiczky és Majláth családok birtoka.
A 18. század végén Vályi András így ír róla: „PERBENYIK. Magyar falu Zemplén Vármegyében, földes Ura Sennyei Uraság, lakosai katolikusok, orosz vallásúak, és többen reformátusok, fekszik Nagy Tárkányhoz nem meszsze, mellynek filiája, határja 2 nyomásbéli, földgye agyagos, és homokos, minden veteményt megterem, szénája jó, erdője is vagyon, van hozzá Kisfalud nevezetű kis puszta, mellyben kis marha legelő forma tserje vagyon, és kevés szántó földek is.”
1809-től méntelep működött a településen. Határában vadászterület, malom és téglagyár is volt. 1828-ban 81 házát és 599-en lakták, lakói mezőgazdasággal foglalkoztak.
Fényes Elek 1851-ben kiadott geográfiai szótárában így ír a faluról: „Perbenyik, magyar f., Zemplén vmegyében, N. Tárkány fil., 110 romai, 186 g. kath., 185 ref., 5 zsidó lak., 581 hold szántófölddel s jó rétekkel. F. u. gr. Klobusiczky. Ut. p. Ujhely.”
Borovszky Samu monográfiasorozatának Zemplén vármegyét tárgyaló része szerint: „Perbenyik, magyar kisközség a bodrogközi síkságon. 137 házat számlál, 1259 lakossal, kiknek nagyobb része ev. ref. vallású. Van postája, távírója és vasúti állomása. A Tárkányiak ősi birtoka. 1417-ben Nagytárkányi György az ura, de Perényi Miklósnak is van benne része. Ez időben nevét Perbenyk alakban írják. 1418-ban az Agárdiak is birtokosai; 1501-ben Vassay Istvánt, 1550-ben pedig Vékey Ferenczet iktatják némely részeibe. 1570-ben Vékey Ferencz a maga birtokrészét unokájára, Palugyay Erzsébetre hagyja; 1579-ben Paczoth Ferenczet és nejét, Palugyay Erzsébetet iktatják e részekbe. Az 1598-iki összeíráskor Sarkantyús András, Tárkányi János özvegye, Paczoth Ferencz, Gombos György és Herczeg Ferencz a földesurai. 1654-ben a Tárkányiak újabb részekre kapnak királyi adományt. 1688-ban 'Sennyey III. István örökli a Tárkányiak birtokát, melynek egy része azonban már 1629-ben, házasság útján, a báró 'Sennyey Sándoré lett. 1742-ben a báró Dőryek is birtokosai. Most gróf Mailáth Józsefnek van itt nagyobb birtoka, mely egyszersmind uradalmainak középpontja. Az urasági lak földszinti része 1798-ban épült, az emeleti részét mostani birtokosa rakatta rá 1899-ben s ez a nagyszabású újabb kastély szép nagy park közepén áll. Van régi ev. ref. temploma, továbbá az 1900-ban épült gör. kath. templom és a grófi kastélyban nyilvános kápolna, a róm. kath. hívek részére.”
1920-ig Zemplén vármegye Bodrogközi járásához tartozott. 1938 és 1944 között újra Magyarország része.
Mióta Magyarország és Szlovákia tagja a schengeni egyezménynek, keskeny, modernizált út köti össze a szomszédos Lácacsékével.

## Népessége
| Év:            | 1994. | 2004.   | 2014.   | 2024.   |
| -------------- | ----- | ------- | ------- | ------- |
| Emberek száma: | 946   | 958     | 1016    | 970     |
| Eltérés:       |       | +1,26 % | +6,05 % | -4,52 % |

| Év:            | 2023. | 2024.   |
| -------------- | ----- | ------- |
| Emberek száma: | 958   | 970     |
| Eltérés:       |       | +1,25 % |

1880-ban 945 lakosából 890 magyar, 15 német és 12 szlovák anyanyelvű volt. Ebből 337 református, 273 görög katolikus, 249 római katolikus, 82 izraelita és 4 evangélikus vallású volt.
1890-ben 1063 lakosából 1040 magyar és 8 szlovák anyanyelvű volt.
1900-ban 1281 lakosából 1259 magyar anyanyelvű volt.
1910-ben 1379 lakosából 1364 magyar és 1 szlovák anyanyelvű volt.
1921-ben 1343 lakosából 1188 magyar, 48 csehszlovák, 24 zsidó, 11 egyéb nemzetiségű és 72 állampolgárság nélküli volt.
1930-ban 1373 lakosából 886 magyar, 203 csehszlovák, 118 zsidó, 36 ruszin, 33 egyéb nemzetiségű, 3 német és 94 állampolgárság nélküli volt. Ebből 398 római katolikus, 397 református, 383 görög katolikus, 129 izraelita, 3 evangélikus és 63 egyéb vallású volt.
1941-ben 1339 lakosából 1325 magyar és 7 szlovák volt.
1991-ben 923 lakosából 787 magyar és 134 szlovák volt.
2001-ben 914 lakosából 721 magyar és 167 szlovák volt.
2011-ben 1033 lakosából 795 magyar és 223 szlovák volt.
2021-ben 952 lakosából 691 (+36) magyar, 222 (+27) szlovák, 1 (+1) ruszin, 3 (+2) egyéb és 35 ismeretlen nemzetiségű volt.

## Nevezetességei
- A Mailáth-kastély, amelyben ma mezőgazdasági iskola működik. Az eredetileg földszintes kastély 1799-ben épült, mellette a római katolikus kápolna 1823-ban létesült. Mai formáját 1899-ben nyerte el – ekkor épült fel szomszédságában a ma már műemlék víztorony. Terjedelmes parkjában zömmel külhoni fák és cserjék láthatók, melyek közül említést érdemel a terjedelmes méretű tiszafa (Taxus baccata) és a páfrányfenyő (Ginkgo biloba). Cap György perbenyiki történész megírta a kastély, és részben a falu történetét Élet a kastélyban címmel.[7]

|  |  |  |

## Neves személyek
- Itt született 1872. szeptember 20-án Udvary Géza festő.
- Itt született 1952. augusztus 13-án Gudmon Ilona néprajzkutató, muzeológus.
- Itt élt fiatal korában Kulcsár Tibor költő.
- Itt nyugszik Mailáth József (1858–1940) szociológus, orgonista, zeneszerző, főispán, főrend